# Griechische Fußballnationalmannschaft/Europameisterschaften
Der Artikel beinhaltet eine ausführliche Darstellung der griechischen Fußballnationalmannschaft bei Europameisterschaften. Griechenland nahm viermal an der Endrunde zur Europameisterschaft teil und gewann 2004 sensationell den Titel.

## Übersicht
Griechenland nahm viermal an der Endrunde zur Europameisterschaft teil, davon einmal bei acht Teilnehmern und dreimal mit 16 Teilnehmern.
| Jahr | Gastgeberland           | Teilnahme bis …    | Letzte(r) Gegner                           | Ergebnis      | Trainer             | Bemerkungen und Besonderheiten |
| ---- | ----------------------- | ------------------ | ------------------------------------------ | ------------- | ------------------- | --- |
| 1960 | Frankreich              | nicht qualifiziert |                                            |               |                     | Im Achtelfinale am späteren Vierten Frankreich gescheitert. |
| 1964 | Spanien                 | nicht teilgenommen |                                            |               |                     | Griechenland wollte nicht in Albanien spielen. |
| 1968 | Italien                 | nicht qualifiziert |                                            |               |                     | In der Qualifikation am späteren Vierten UdSSR gescheitert. |
| 1972 | Belgien                 | nicht qualifiziert |                                            |               |                     | In der Qualifikation an England gescheitert, das sich auch nicht für die Endrunde qualifizieren konnte. |
| 1976 | Jugoslawien             | nicht qualifiziert |                                            |               |                     | In der Qualifikation am Titelverteidiger und späteren Vizeeuropameister Deutschland gescheitert. |
| 1980 | Italien                 | Vorrunde           | Deutschland, Niederlande, Tschechoslowakei | 8.            | Alketas Panagoulias | Nach Niederlagen gegen die Niederlande und den Titelverteidiger sowie einem Remis gegen den späteren Europameister Deutschland als Gruppenletzter ausgeschieden |
| 1984 | Frankreich              | nicht qualifiziert |                                            |               |                     | In der Qualifikation an Dänemark gescheitert. |
| 1988 | BR Deutschland          | nicht qualifiziert |                                            |               |                     | In der Qualifikation am späteren Europameister Niederlande gescheitert. |
| 1992 | Schweden                | nicht qualifiziert |                                            |               |                     | In der Qualifikation am Titelverteidiger Niederlande gescheitert. |
| 1996 | England                 | nicht qualifiziert |                                            |               |                     | In der Qualifikation an Russland und Schottland gescheitert. |
| 2000 | Niederlande und Belgien | nicht qualifiziert |                                            |               |                     | In der Qualifikation an Norwegen und Slowenien gescheitert. |
| 2004 | Portugal                | Finale             | Portugal                                   | Europameister | Otto Rehhagel       | Erster Titel für Griechenland |
| 2008 | Österreich und Schweiz  | Vorrunde           | Russland, Schweden, Spanien                | 16.           | Otto Rehhagel       | Nach drei Niederlagen als Gruppenletzter ausgeschieden |
| 2012 | Polen und Ukraine       | Viertelfinale      | Deutschland                                | 7.            | Fernando Santos     | In der Vorrunde trafen die Griechen im Eröffnungsspiel auf Co-Gastgeber Polen, dann auf Tschechien und Russland und konnten sich für das Viertelfinale qualifizieren |
| 2016 | Frankreich              | nicht qualifiziert |                                            |               |                     | In der Qualifikation traf Griechenland auf Ungarn, Rumän.ien, Finnland, Nordirland und die Färöer. Bereits nach 7 Spielen konnte sich Griechenland nicht mehr qualifizieren. |
| 2021 | Europa                  | nicht qualifiziert |                                            |               |                     | Griechenland hatte sich zunächst mit dem Olympiastadion Athen für die Austragung von Spielen beworben, dann aber zurückgezogen. In der Qualifikation an Italien und Finnland gescheitert.                                                                                         |
| 2024 | Deutschland             | nicht qualifiziert |                                            |               |                     | Als Gruppendritter in der Qualifikation hinter Frankreich und der Niederlande die direkte Qualifikation verpasst. In den Play-Offs trafen die Griechen auf Kasachstan und gewannen mit 5:0. Gegner im Play-off-Finale war Georgien, gegen das im Elfmeterschießen verloren wurde. |

## Endrunden mit vier Teilnehmern

### EM 1960
An der Fußball-Europameisterschaft 1960, die noch als „Europapokal der Nationen“ ausgetragen wurde, wollte auch Griechenland teilnehmen. Dazu mussten sie in der Qualifikation gegen Frankreich antreten. Nach einem 1:7 in Paris reichte das 1:1 im Heimspiel in Athen nicht, um sich zu qualifizieren. Frankreich qualifizierte sich dann auch für die Endrunde, richtete diese aus und wurde Vierter.

### EM 1964
Vier Jahre später wollten schon mehr Mannschaften als 1960 teilnahmen, daher wurde dem Achtelfinale eine Vorrunde vorgeschaltet. Griechenland sollte gegen Albanien antreten, weigerte sich aber gegen Albanien zu spielen. Beide Länder befanden sich zu jener Zeit noch im Kriegszustand. Damit kam Albanien kampflos weiter, scheiterte im Achtelfinale am späteren Vierten Dänemark.

### EM 1968
Für die Fußball-Europameisterschaft 1968 wurden in der Qualifikation erstmals Gruppenspiele angesetzt. Griechenland musste gegen Vizeeuropameister Sowjetunion, Österreich und Finnland antreten. Die Griechen konnten nur die Heimspiele gegen Finnland und Österreich gewinnen und in Finnland ein Remis holen, verloren aber beide Spiele gegen die Sowjetunion. Damit hatten sie schon vor dem letzten Spiel in Österreich schon keine Chance mehr, sich zu qualifizieren. Dieses Spiel wurde dann auch wegen Zuschauerausschreitungen in der 86. Minute beim Stand von 1:1 abgebrochen. Das Ergebnis wurde von der UEFA annulliert, spielte aber auch auf den Ausgang der Qualifikation keine Rolle mehr. Die Sowjetunion erreichte dann auch die Endrunde und wurde da Vierter.

### EM 1972
Für die EM-Endrunde 1972 konnte sich Griechenland auch nicht qualifizieren. In einer Gruppe mit England, der Schweiz und Malta wurde nur das Heimspiel gegen Malta gewonnen und damit der dritte Platz belegt. Gruppensieger England verlor im Viertelfinale erstmals im Wembley-Stadion gegen Deutschland. Das 1:3 konnten sie dann im torlosen Rückspiel nicht ausgleichen. Deutschland fuhr damit zur EM-Endrunde und wurde erstmals Europameister.

### EM 1976
1976 wurde die Endrunde letztmals mit vier Mannschaften ausgetragen, Griechenland scheiterte wieder bereits in der Gruppenphase an Titelverteidiger Deutschland. Bulgarien und Malta landeten auf Platz 3 und 4. Immerhin erreichten die Griechen gegen Deutschland ein 2:2 im Heimspiel und ein 1:1 in Deutschland. Entscheidend für das Ausscheiden war eine 0:2-Niederlage in Malta, so hatte Deutschland am Ende zwei Punkte mehr und erreichte dann auch die Endrunde, verlor dort aber im Endspiel durch Elfmeterschießen gegen die Tschechoslowakei.

## Endrunden mit acht Teilnehmern

### EM 1980
In der Qualifikation für die Europameisterschaft in Italien, die erstmals mit acht Mannschaften ausgetragen wurde, trafen die Griechen in der Gruppe auf Ungarn, Finnland und die Sowjetunion. Griechenland setzte sich in dieser engen Gruppe überraschend mit drei Heimiegen bei einem Remis und zwei Niederlagen in den Auswärtsspielen durch und war damit als Gruppensieger erstmals für die Endrunde qualifiziert. Die höher eingeschätzte Mannschaft der UdSSR landete mit zwei Punkten Rückstand auf dem letzten Platz.
Bei der Endrunde fand nun erstmals eine Gruppenphase statt, bei der je vier Mannschaften einmal gegen jede andere spielte und die beste Mannschaft jeder Gruppe direkt das Finale erreichte, während die zweitbeste Mannschaft das letztmals ausgetragene Spiel um Platz 3 bestritt. Griechenland traf im ersten Spiel auf die Niederlande und verlor durch ein Elfmetertor mit 0:1. Im zweiten Spiel gegen Titelverteidiger Tschechoslowakei verloren die Griechen mit 1:3, wobei Nikolaos Anastopoulos das erste EM-Tor für die Griechen zum zwischenzeitlichen 1:1 erzielte. Griechenland hatte damit vor dem letzten Spiel gegen Deutschland keine Chance mehr, eines der Finalspiele zu erreichen, den Deutschen genügte nach den beiden Siegen gegen die Tschechoslowakei und die Niederlande ein Remis, um das Finale zu erreichen. So trennten sich beide torlos, Griechenland verabschiedete sich für 24 Jahre von der EM-Bühne, Deutschland gewann das Finale mit 2:1 gegen Belgien und wurde als erste Mannschaft zum zweiten Mal Europameister. Griechenland hatte immerhin nicht gegen den neuen Europameister verloren.

### EM 1984
In der Qualifikation für die EM 1984 in Frankreich mussten die Griechen in Gruppe 3 gegen Dänemark, England, Luxemburg und Ungarn antreten. Die Griechen gewannen nur beide Spiele in Luxemburg und das Spiel in Ungarn, erreichten aber immerhin in England ein 0:0. Dadurch fehlte den Engländern am Ende ein Punkt, so dass die Dänen überraschend Gruppenerster wurden. Griechenland erreichte nur den dritten Platz, immerhin mit einer ausgeglichenen Bilanz von 8:8 Punkten.

### EM 1988
Für die Europameisterschaft in Deutschland sollte sich Griechenland gegen die Niederlande, wieder Ungarn, Polen und Zypern qualifizieren. Die Niederländer setzten sich ungeschlagen mit sechs Siegen und zwei Remis durch, Griechenland blieb nur der zweite Platz. Bei der EM gewannen die Niederländer dann erstmals den Titel.

### EM 1992
In der Qualifikation für die EM 1992 traf Griechenland dann wieder auf die Niederlande, sowie Portugal, Finnland und Malta. Die Niederländer verloren diesmal zwar ein Spiel – das erste in Portugal – setzten sich am Ende aber wieder durch, Portugal als Zweiter und die Griechen als Dritte hatten das Nachsehen. Bei der EM konnten die Niederländer aber den Titel nicht verteidigen, sie scheiterten im Halbfinale im Elfmeterschießen am späteren Überraschungseuropameister Dänemark.

## Endrunden mit 16 Teilnehmern

### EM 1996
Für die EM 1996 hatten sich England, Griechenland, die Niederlande, Österreich und Portugal beworben. Dabei stand bei der Ausschreibung noch nicht fest, dass das Turnier erstmals mit 16 Mannschaften ausgetragen werden sollte. Am 5. Mai 1992 erhielt England den Zuschlag und war damit automatisch für die Endrunde qualifiziert. Griechenland musste daher in die Qualifikation und gegen Russland, Schottland, Finnland, die Färöer und San Marino antreten. Die Griechen verloren beide Spiele gegen Russland, das sich als Gruppensieger qualifizierte, in Schottland, das als viertbester Gruppenzweiter ebenfalls qualifiziert war, und in Finnland. Die anderen Spiele wurden gewonnen, aber das reichte nur zum dritten Platz.

### EM 2000
Für die EM 2000 mussten die Griechen in der Qualifikation gegen Norwegen, Slowenien, Lettland, Albanien und Georgien antreten und belegten wieder nur Platz 3. Norwegen qualifizierte sich als Gruppensieger, Slowenien in den Playoffs der Gruppenzweiten gegen die Ukraine. Beide spielten aber bei der Endrunde keine Rolle.

### EM 2004

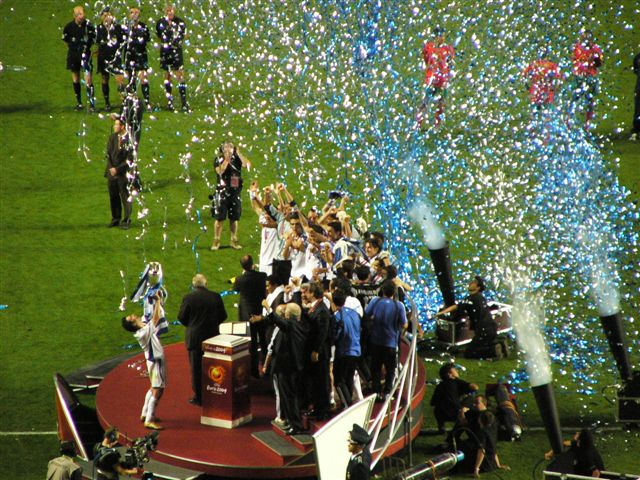
Die Mannschaft bei der Siegerehrung

Startaufstellungen im Finale

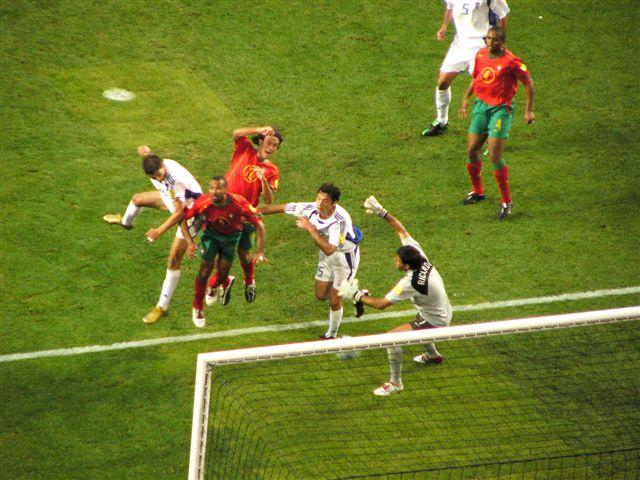
Angelos Charisteas (links außen) köpfte im EM-Finale 2004 den Siegtreffer gegen Portugal (Endstand 0:1)

Im November 2001 hatte Otto Rehhagel, der 1988 und 1993 mit Werder Bremen sowie 1998 mit dem 1. FC Kaiserslautern deutscher Meister geworden war, das Amt des Nationaltrainers in Griechenland übernommen. In der Qualifikation für die EM 2004 traf Griechenland auf Spanien, die Ukraine, Armenien und Nordirland. Griechenland begann die Qualifikation mit zwei Niederlagen, 0:2 im Heimspiel gegen Spanien und 0:2 in der Ukraine, gewann dann aber alle Spiele. Damit lagen sie am Ende vor Spanien auf Platz 1 und hatten sich damit nach 24 Jahren wieder für die Endrunde qualifiziert. Spanien konnte sich dann in den Relegationsspielen der Gruppenzweiten gegen Norwegen ebenfalls einen Endrundenplatz sichern.
In Portugal trafen die Griechen im Eröffnungsspiel auf Gastgeber Portugal und gingen bereits in der siebten Minute mit 1:0 durch ein Tor von Giorgos Karagounis in Führung. In der 51. Minute verwandelte Angelos Basinas einen Foulelfmeter zum 2:0. Den Portugiesen gelang nur noch der Anschlusstreffer in der Nachspielzeit durch Cristiano Ronaldo. Damit hatten die Griechen erstmals ein EM-Spiel gewonnen. Im zweiten Spiel gegen den Qualifikationsgegner Spanien erkämpften sie ein 1:1, mussten dabei aber fünf Gelbe Karten hinnehmen. Das letzte Spiel gegen die bereits ausgeschiedenen Russen verloren sie dann zwar mit 1:2, aber da Spanien gegen Portugal verlor, reichte es aufgrund der mehr erzielten Tore zum zweiten Platz vor den Spaniern.
Im Viertelfinale war dann Titelverteidiger Frankreich, gegen den Griechenland noch nie zuvor gewonnen hatte, der Gegner und Griechenland schaffte wieder eine Überraschung. Während die favorisierte „Equipe Tricolore“ insbesondere in der ersten Halbzeit ideenlos agierte, erarbeiteten sich die Griechen trotz ihrer Defensivtaktik eine Reihe hochkarätiger Chancen. In der zweiten Halbzeit kamen dann zwar Franzosen zu einigen guten Chancen, es fehlte aber die nötige Präzision. Den Siegtreffer erzielte Angelos Charisteas vom deutschen Doublesieger Werder Bremen in der 65. Minute mit einem Kopfball. Die Führung verteidigten sie dann gegen die mit der Brechstange agierenden Franzosen bis zum Ende. Im Halbfinale waren dann die Tschechen der Gegner, die in der Vorrunde Vizeweltmeister Deutschland ausgeschaltet hatten. Und wieder ging die Taktik der Griechen auf: Die beiden tschechischen Stürmer Milan Baroš und Jan Koller wurden in klassische Manndeckung genommen und die Räume wurden eng gemacht, so dass die tschechische Mannschaft kaum zur Entfaltung kam. Die Tschechen hatten dennoch eine Reihe von Torchancen, die sie aber nicht nutzen konnten. Da auch den Griechen kein Tor gelang, kam es zur Verlängerung und in der ersten Halbzeit der Verlängerung konnten die Tschechen wieder ihre Chancen nicht nutzen. Griechenland gewann dann wieder durch ein einziges Tor, das Silver Goal von „Ausputzer“ Traianos Dellas, erzielt per Kopfball nach einer Ecke zum Ende der ersten Verlängerung. Damit stand der 1:100-Favorit erstmals im Finale der EM und traf dort wie im Eröffnungsspiel auf Gastgeber Portugal, womit erstmals die Mannschaften, die das Eröffnungsspiel bestritten hatten, auch im Finale standen. Zudem standen erstmals seit der ersten Europameisterschaft 1960 zwei Mannschaften im Finale, die nie zuvor ein Finale erreicht hatten. Griechenland spielte wie zuvor, die Portugiesen versuchten, nicht den Fehler des Eröffnungsspiels zu machen und trachteten danach einen Rückstand zu vermeiden. Nach einer torlosen ersten Halbzeit ohne Höhepunkte, erhöhten die Portugiesen dann aber in der zweiten Halbzeit den Druck und drängten die Griechen in ihre eigene Hälfte. Die Portugiesen konnten aber die sich dadurch ergebenden Chancen nicht nutzen. Völlig überraschend erzielte erneut Angelos Charisteas in der 57. Minute per Kopf bei einem Eckball einen Treffer, indem er einen Fehler des portugiesischen Torwarts Ricardo nutzte. Es war sein einziger Torschuss in diesem Spiel. Die Portugiesen steigerten nun ihre Angriffsbemühungen, scheiterten jedoch immer wieder an der griechischen Abwehr um Traianos Dellas. Cristiano Ronaldo und Luís Figo hatten zwar noch einige guten Chancen, vergaben diese aber oder scheiterten am griechischen Torhüter Antonios Nikopolidis. Trotz über zwanzig Torchancen für Portugal blieb es beim 1:0 für Griechenland und der bis dato größten Sensation bei einer EM. Der deutsche Trainer Otto Rehhagel gewann damit als erster und bis heute einziger ausländischer Trainer die Europameisterschaft.

### EM 2008

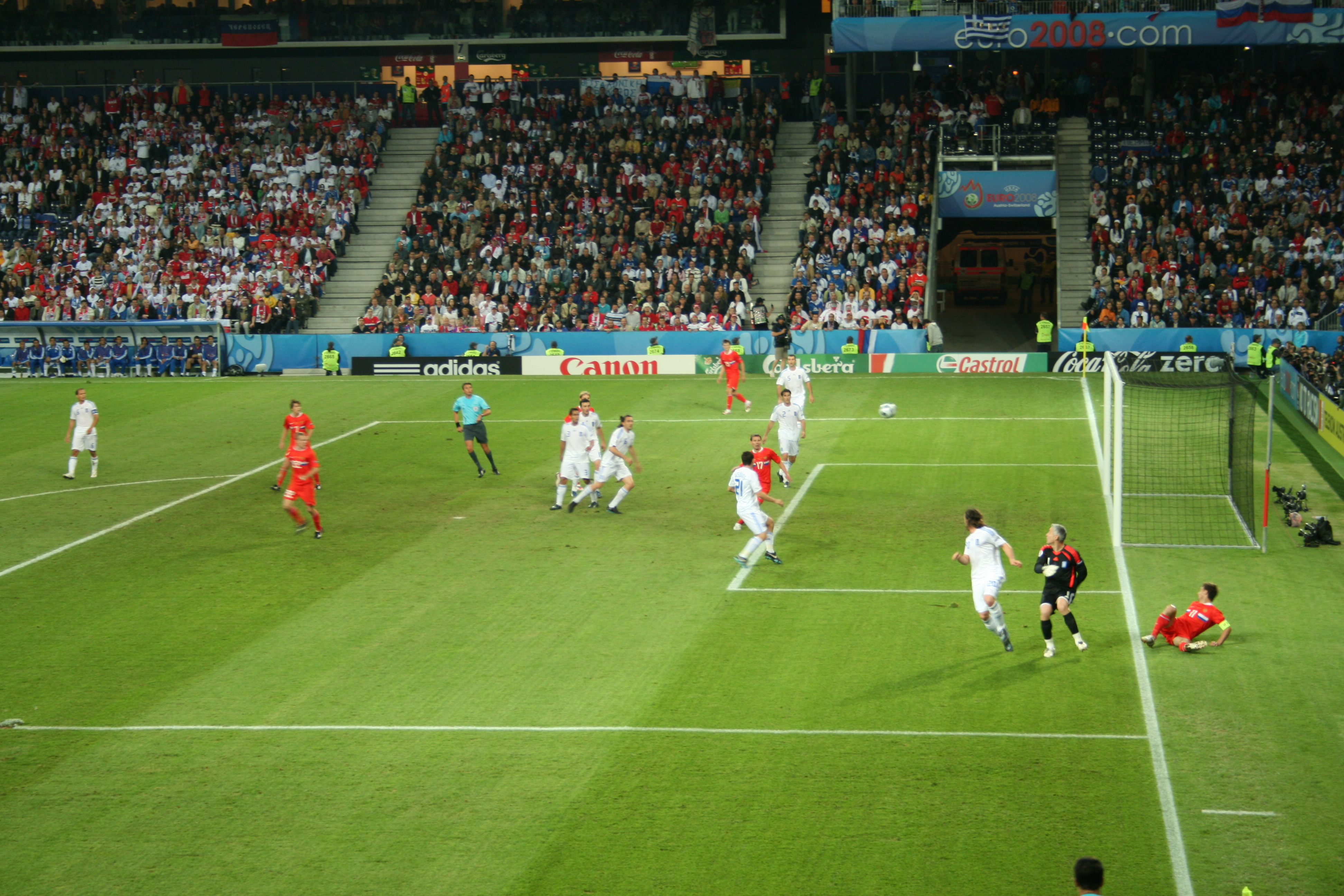
Torszene aus dem Spiel gegen Russland

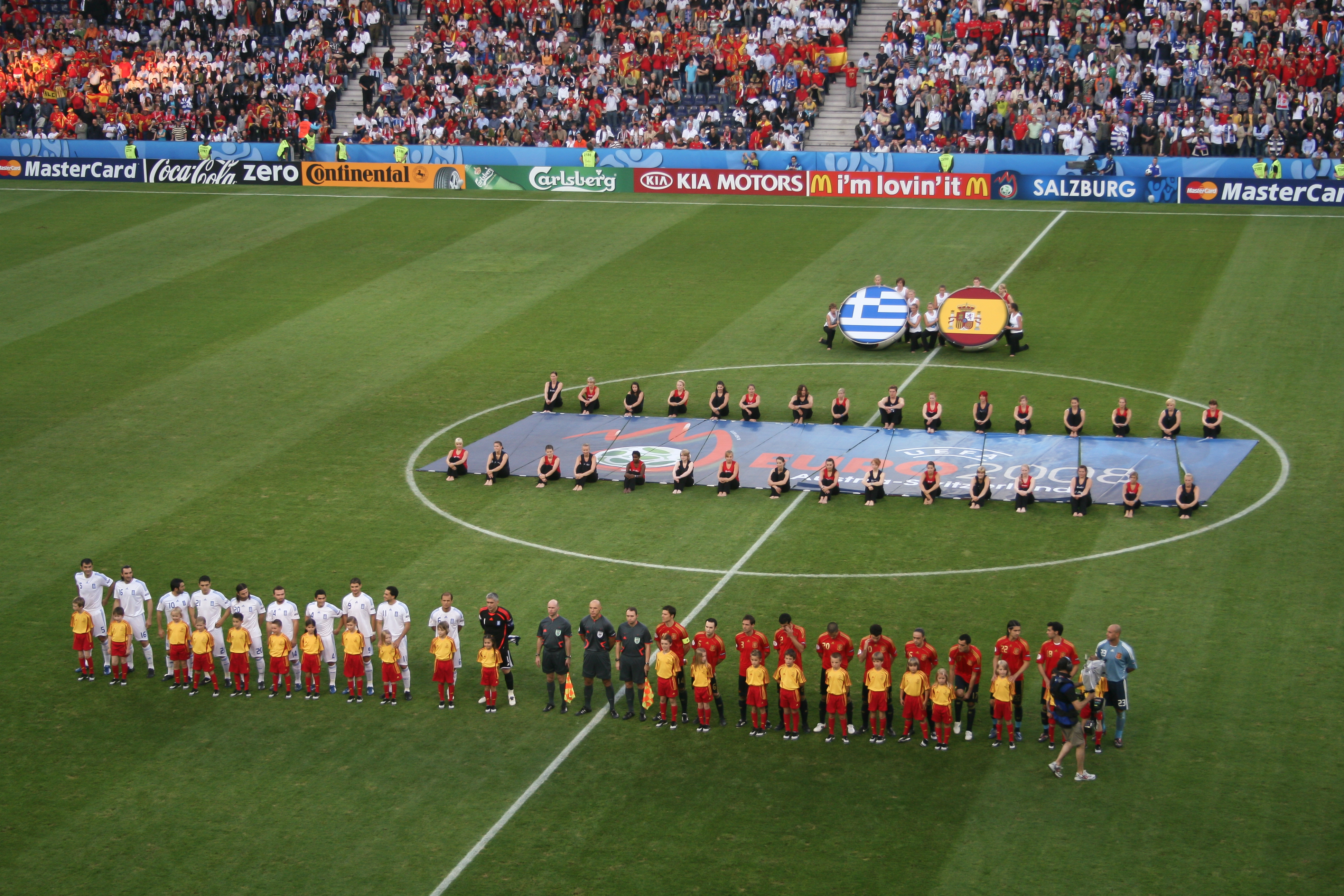
Griechen (li.) und Spanier (re.) vor dem Gruppenspiel

Als Europameister musste sich Griechenland dennoch für die nächste EM qualifizieren. Bei der Auslosung war Griechenland gesetzt und wurde in die Qualifikationsgruppe C gelost. Gegner waren die Türkei, Norwegen, Bosnien und Herzegowina, Ungarn, Moldau und Malta. Griechenland konnte zumindest in der Qualifikation den EM-Titel bestätigen und gewann zehn Spiele, verlor nur das Heimspiel gegen die Türkei und spielte einmal remis, so dass bereits am drittletzten Spieltag durch ein 1:0 in der Türkei die Qualifikation feststand.
Bei der Endrundenauslosung waren die Griechen zusammen mit den beiden Gastgebern Österreich und Schweiz sowie den Niederländern in Topf 1 gesetzt. Zugelost wurde ihnen Russland, Schweden und Spanien. Im Auftaktspiel gegen Schweden hielten sie mit ihrer bewährten Taktik 67 Minuten lang das 0:0, mussten dann aber doch zwei Gegentore hinnehmen. Im zweiten Spiel hielt das 0:0 nur halb so lang, dann musste auch hier ein Gegentor hingenommen werden, aber dabei blieb es. Im letzten Gruppenspiel gegen Spanien gingen sie dann zwar durch ein Tor des EM-Helden Charisteas in Führung – das letzte Gegentor der Spanier im Wettbewerb –, in der zweiten Halbzeit drehten die Spanier aber das Spiel und gewannen mit 2:1. Griechenland schied damit als Gruppenletzter und erstmals ohne Punktgewinn aus. Otto Rehhagel blieb aber weiterhin im Amt und führte die Griechen zu ihrer zweiten WM-Teilnahme. Spanien überstand auch die nächsten Spiele und wurde mit einem 1:0 gegen Rekordeuropameister Deutschland zum zweiten Mal Europameister.

### EM 2012

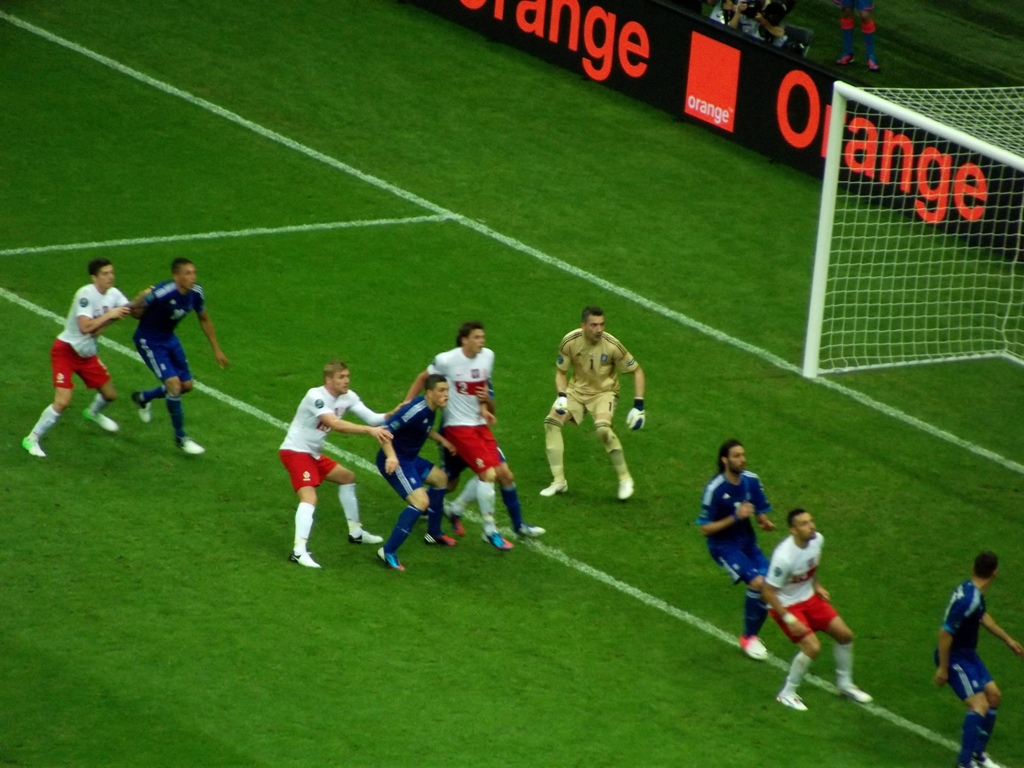
Szene aus dem Eröffnungsspiel gegen Polen

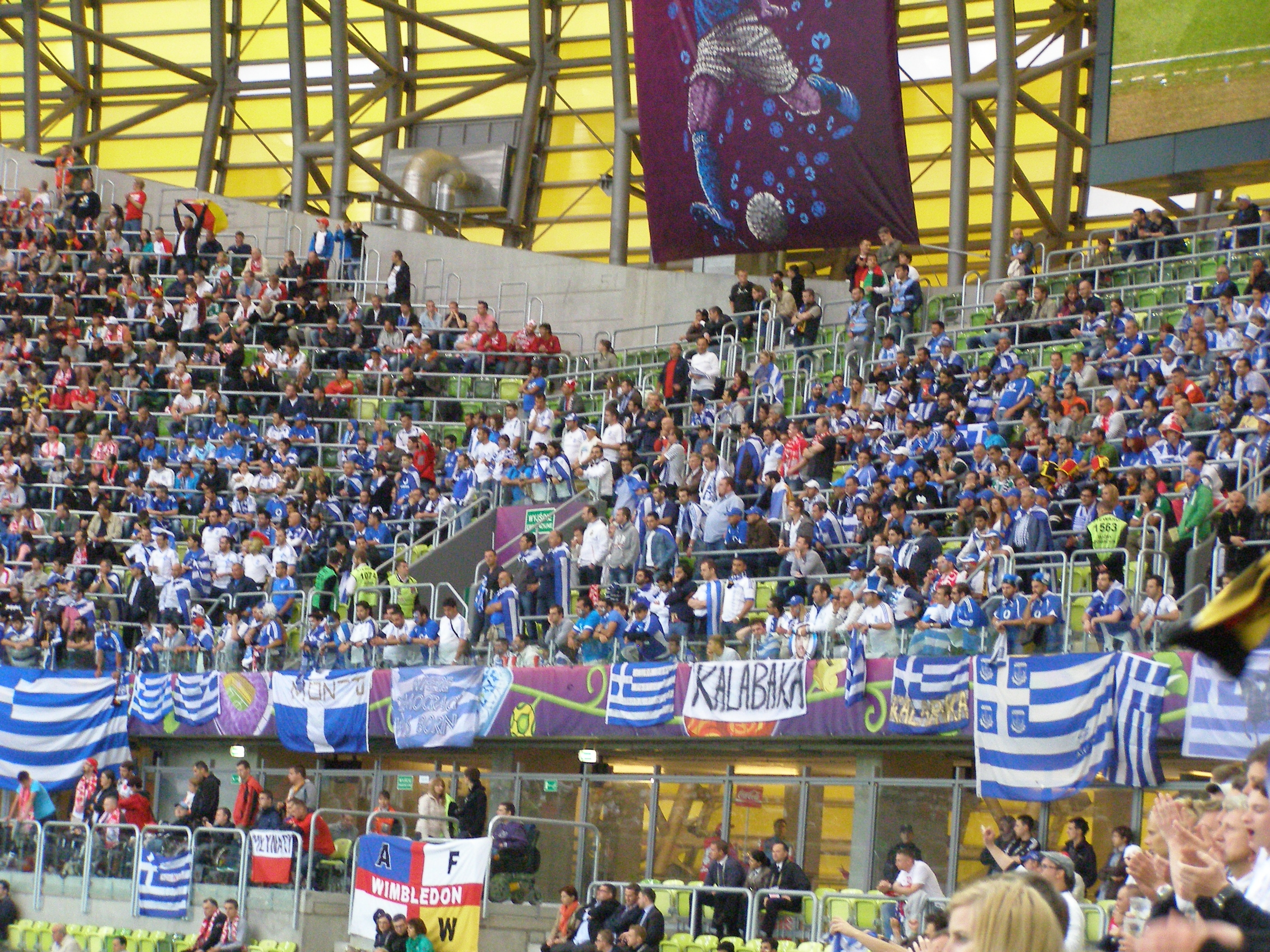
Griechische Fans beim Viertelfinalspiel gegen Deutschland

Auch vier Jahre später konnten sich die Griechen wieder qualifizieren. Trainiert wurden die Griechen nun vom Portugiesen Fernando Santos, der Otto Rehhagel nach der WM als Trainer abgelöst hatte. In einer Gruppe mit Kroatien, Israel, Lettland, Georgien und zum fünften Mal Malta starteten sie zwar mit zwei Remis, gewannen dann aber fünf Spiele in Folge. Ein 1:1 in Lettland machte es dann zwar nochmals spannend, ein 2:0 gegen den direkten Konkurrenten Kroatien am vorletzten Spieltag brachte aber die Vorentscheidung. Mit einem 2:1 in Georgien wurde dann am letzten Spieltag die Qualifikation gesichert. Die zweitplatzierte Mannschaft aus Kroatien sicherte sich in den Playoffs der Gruppenzweiten gegen die Türkei ebenfalls einen EM-Endrundenstartplatz.
Bei der Endrunde, die wieder in zwei Ländern stattfand, wurden die Griechen in eine Gruppe mit Co-Gastgeber Polen, Russland und Tschechien gelost und durften das Eröffnungsspiel gegen Polen bestreiten. Die Polen gingen zwar bereits in der 17. Minute durch Robert Lewandowski in Führung und damit in die Halbzeitpause, dem zur zweiten Halbzeit eingewechselten Dimitrios Salpingidis gelang aber fünf Minuten nach Wiederanpfiff nach einem Torwartfehler der Ausgleich. Nach einer Notbremse des polnischen Torhüters, der dafür die Rote Karte erhielt, hatten die Griechen sogar die Chance zum Siegtreffer. Kapitän Giorgos Karagounis scheiterte aber am eingewechselten polnischen Ersatztorhüter. Da beiden Mannschaften keine Ergebnisverbesserung gelang, endete das Spiel 1:1. Im zweiten Spiel gegen die Tschechen mussten die Griechen bereits in der dritten und sechsten Minute Gegentore hinnehmen und ihre Taktik umstellen. In der zweiten Halbzeit gelang dem ehemaligen Bundesligatorschützenkönig Theofanis Gekas, der zur zweiten Halbzeit eingewechselt wurde, zwar noch der Anschlusstreffer, zu mehr reichte es aber nicht. Vor dem letzten Spiel lagen sie daher nur auf dem letzten Platz, Gegner Russland war Gruppenerster und benötigte nur einen Punkt, um ins Viertelfinale einzuziehen. Und wieder einmal gelang den Griechen eine Überraschung. Kapitän Karagounis konnte in der Nachspielzeit der ersten Halbzeit das 1:0 erzielen und das verteidigten die Griechen bis zum Schluss. Aufgrund des direkten Vergleichs waren sie dann trotz der schlechteren Tordifferenz Gruppenzweiter vor Russland, da die Polen gegen Tschechien verloren. Im Viertelfinale trafen sie dann auf Rekordeuropameister Deutschland und verloren im torreichsten Spiel der EM mit 2:4. Damit verabschiedete sich Griechenland von der EM, Deutschland stand zum achten Mal im Halbfinale, verlor dieses aber mit 1:2 gegen Mario Balotelli und Italien.

## Endrunden mit 24 Teilnehmern

### EM 2016
An der EM nehmen erstmals 24 Mannschaften teil. Für die Auslosung der Qualifikationsgruppen, die am 23. Februar 2014 erfolgte, war Griechenland in Topf 1 gesetzt. Als Gegner wurden Ungarn, Rumänien, Finnland, Nordirland und die Färöer zugelost.
Die beiden Gruppenersten qualifizieren sich direkt für die EM-Endrunde. Sollte die drittplatzierte Mannschaft bester Gruppendritter sein, ist sie ebenfalls direkt qualifiziert. Die übrigen Gruppendritten spielen in Playoffs vier weitere Teilnehmer aus.
Griechenland begann die Qualifikation mit zwei Remis und vier Niederlagen und liegt damit vor den abschließenden Spielen im Herbst 2015 nur auf dem letzten Platz. Dabei wurde sogar das Heimspiel gegen die Färöer verloren, worauf Nationaltrainer Claudio Ranieri entlassen wurde, der das Amt erst vor der Qualifikation übernommen hatte. Sein Nachfolger wurde Sergio Markarián, dem aber auch noch kein Sieg gelang. Mit dem 0:1 gegen Finnland am siebten Spieltag stand das Verpassen der Qualifikation vorzeitig fest, da Griechenland damit vor den drei letzten Spielen bereits 10 Punkte Rückstand auf die drittplatzierten Ungarn hatte. Gegen Ungarn gelang den Griechen dann am letzten Spieltag der erste Sieg in der Qualifikation und mit vier Toren erzielten sie eins mehr als in den vorherigen neun Spielen. Aufgrund des direkten Vergleichs mit den Färöer-Inseln belegten sie trotz besserer Tordifferenz nur den letzten Gruppenplatz.

### EM 2021
Für die erste paneuropäische EM hatte sich Griechenland zunächst mit dem Olympiastadion Athen für die Austragung von Spielen beworben, dann aber zurückgezogen. In der Qualifikation trafen die Griechen auf Italien Finnland, Armenien, Bosnien und Herzegowina sowie Liechtenstein. Die Griechen, die seit November 2018 von Angelos Anastasiadis trainiert wurden, begannen die Qualifikation mit einem 2:0-Sieg in Liechtenstein und einem 2:2 in Bosnien und Herzegowina. Danach folgten Heimniederlagen gegen Italien und Armenien, nach denen die kurze Amtszeit von Anastasiadis endete, sowie eine 0:1-Niederlage in Finnland unter dem nun verantwortlichen Niederländer John van ’t Schip. In den nächsten vier Spielen wurde zwar nur in Italien verloren aber im Heimspiel gegen Liechtenstein nur ein 1:1 erreicht. Damit waren die folgenden knappen Siege gegen Bosnien und Herzegowina sowie Armenien relativ wertlos und schon am vorletzten Spieltag hatte die Mannschaft keine Chance mehr die Endrunde zu erreichen. Da die Griechen in der UEFA Nations League 2018/19 nur den dritten Platz in ihrer Gruppe belegt hatten, blieb ihnen auch der Weg über die Playoffs versperrt, so dass sich die Griechen als einziger Ex-Europameister nicht qualifizieren konnten.

### EM 2024
Für die zweite EM in Deutschland konnten sich die Griechen nicht direkt qualifizieren. In einer Qualifikationsgruppe mit Frankreich, den Niederlanden, Irland und Gibraltar wurden sie Gruppendritte, da sie lediglich die Spiele gegen Irland und Gibraltar gewannen sowie ein Remis gegen Frankreich holten. Als Sieger der Liga C2 der UEFA Nations League 2022/23 hatten sie aber noch die Chance sich über die Play-offs zu qualifizieren. Dazu mussten sie zunächst daheim Kasachstan besiegen, was mit 5:0 gelang. Im Play-off-Finale gegen Georgien, den Sieger des Spiels gegen Luxemburg, gelang beiden Mannschaften aber in 120 Minuten kein Tor, so dass es zum Elfmeterschießen kam. Hier setzten sich die Georgier mit 4:2 durch.

## Spieler mit den meisten Einsätzen bei Europameisterschaften

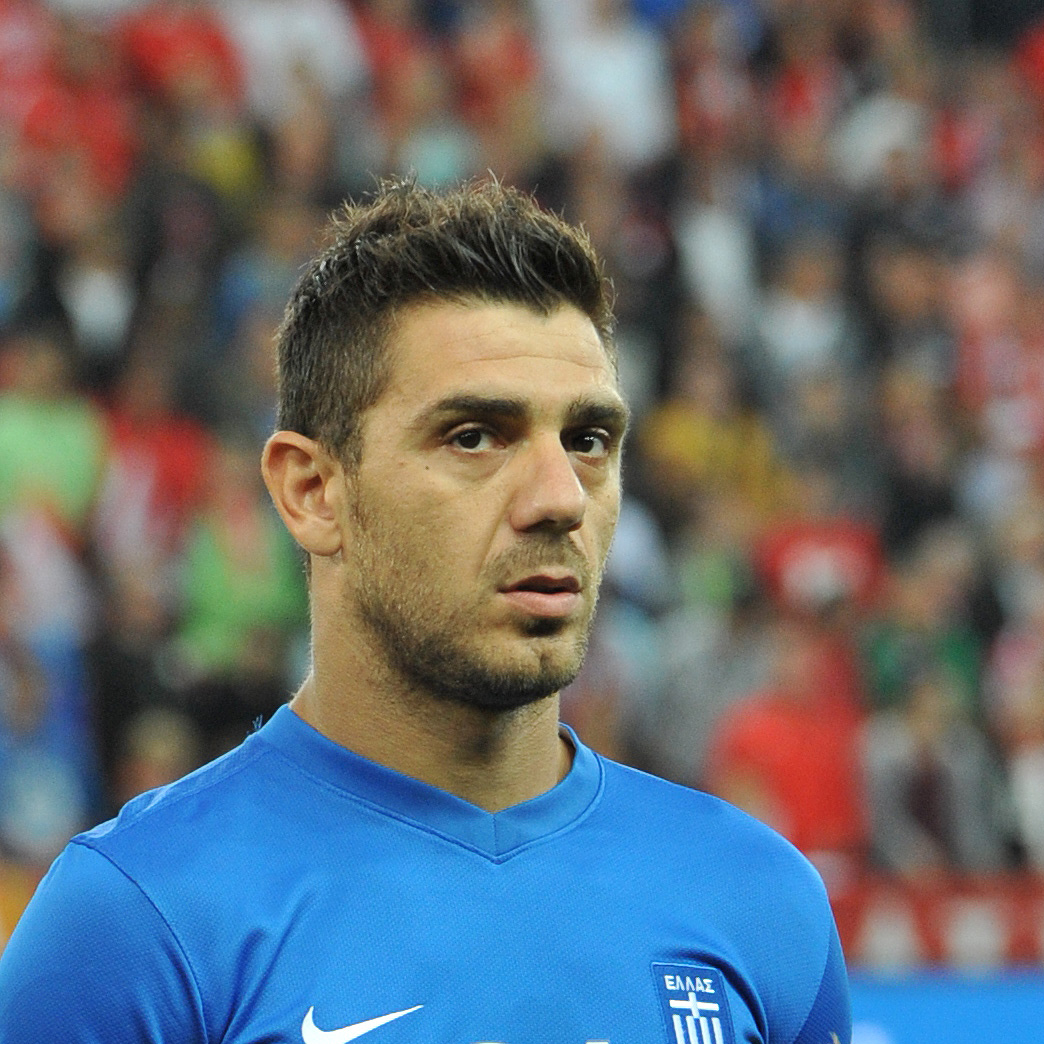
Konstantinos Katsouranis, griechischer Spieler mit den meisten EM-Spielen

| Spiele | Spieler                  | Jahr (Spiele)                |
| ------ | ------------------------ | ---------------------------- |
| 13     | Konstantinos Katsouranis | 2004 (6), 2008 (3), 2012 (4) |
| 9      | Angelos Charisteas       | 2004 (6), 2008 (3)           |
|        | Traianos Dellas          | 2004 (6), 2008 (3)           |
|        | Antonios Nikopolidis     | 2004 (6), 2008 (3)           |
| 8      | Angelos Basinas          | 2004 (5), 2008 (3)           |
|        | Georgios Seitaridis      | 2004 (6), 2008 (2)           |
| 7      | Giorgos Karagounis       | 2004 (4), 2012 (3)           |
| 6      | Michalis Kapsis          | 2004 (6)                     |
|        | Stelios Giannakopoulos   | 2004 (4), 2008 (2)           |
|        | Theodoros Zagorakis      | 2004 (6)                     |
|        | Theofanis Gekas          | 2008 (2), 2012 (4)           |
|        | Vasilios Torosidis       | 2008 (2), 2012 (4)           |

Stand: 28. Juni 2012

## Spieler mit den meisten Toren bei Europameisterschaften

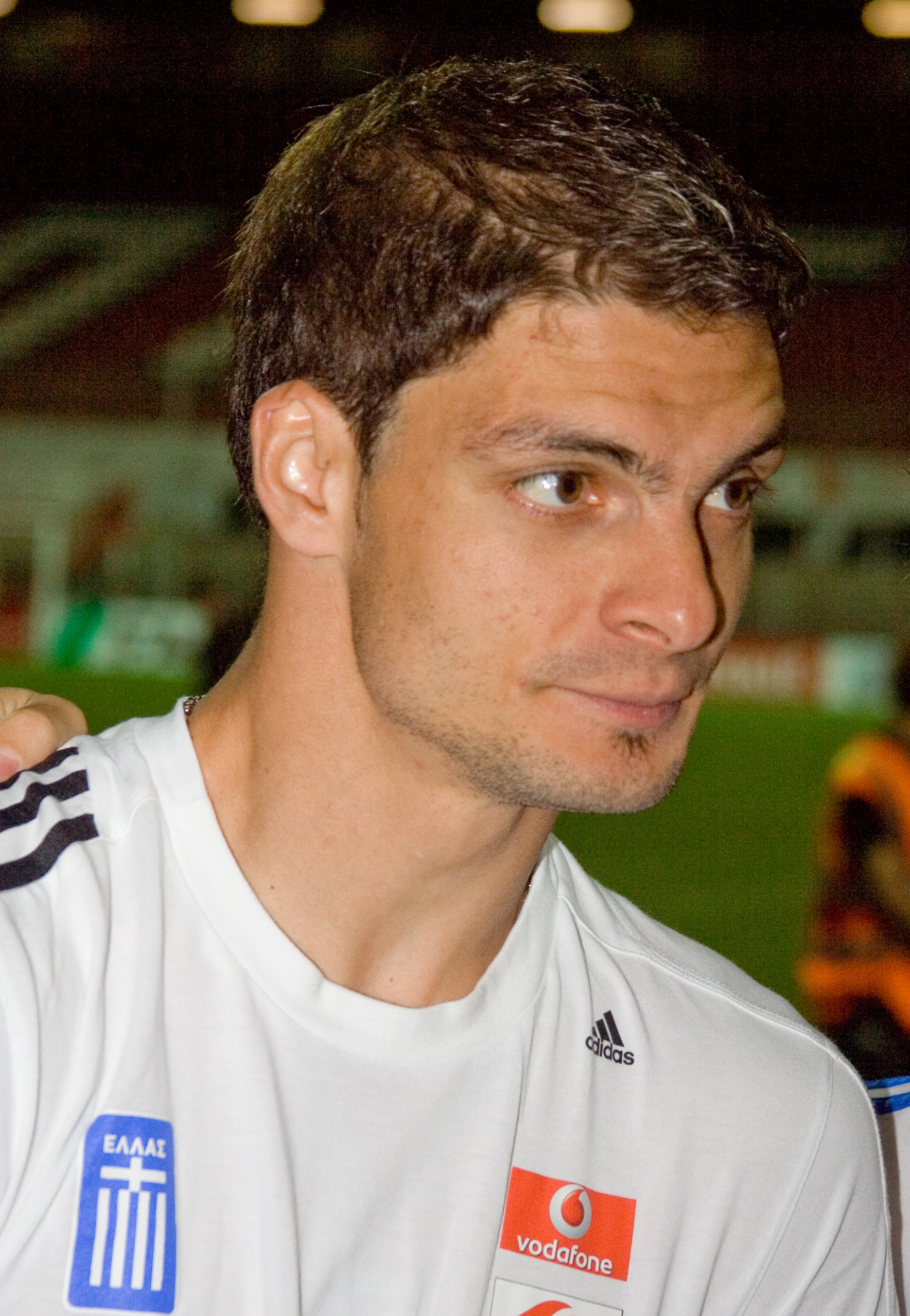
Angelos Charisteas, Griechenlands EM-Rekordtorschütze

| Tore | Spieler               | Jahr (Tore)        |
| ---- | --------------------- | ------------------ |
| 4    | Angelos Charisteas    | 2004 (3), 2008 (1) |
| 2    | Dimitrios Salpingidis | 2008 (0), 2012 (2) |
|      | Giorgos Karagounis    | 2004 (1), 2012 (1) |
| 1    | 6 Spieler             |                    |

Stand: 1. Juli 2012

## Bei Europameisterschaften gesperrte Spieler
- 2004 erhielt Giorgos Karagounis im zweiten Gruppenspiel die zweite Gelbe Karte und war für das letzte Gruppenspiel gesperrt. Im Viertelfinale erhielt er die dritte und im Halbfinale die vierte Gelbe Karte und war damit für das Finale gesperrt. Zisis Vryzas erhielt im letzten Gruppenspiel die zweite Gelbe Karte und war für das Viertelfinale gesperrt. Georgios Seitaridis erhielt im ersten Gruppenspiel, im Halbfinale und Finale je eine Gelbe Karte, Theodoros Zagorakis erhielt im 2. Gruppenspiel und im Viertelfinale je eine Gelbe Karte. Da einzelne Karten aus der Vorrunde für die Finalrunde nicht berücksichtigt wurden, hatten diese Karten keinen Effekt.
- 2008 erhielt Georgios Karagounis im letzten Gruppenspiel die zweite Gelbe Karte, da die Griechen ausschieden hatte diese keinen Effekt.
- 2012 erhielt Sokratis im ersten Gruppenspiel die Gelb-rote Karte und war für das zweite Gruppenspiel gesperrt. Der in Deutschland geborene José Holebas und Kapitän Giorgos Karagounis erhielten im letzten Gruppenspiel die zweite Gelbe Karte und waren für das Viertelfinale gegen Deutschland gesperrt.

## Anteil der im Ausland spielenden Spieler im EM-Kader
Legionäre spielten im ersten Kader keine Rolle, danach stellten sie den Kern der Mannschaft und 2008 das Hauptkontingent.
| Jahr (Spiele) | Anzahl (Länder)                                                                                 | Spieler (Einsätze) |
| ------------- | ----------------------------------------------------------------------------------------------- | --- |
| 1980 (3)      | 0                                                                                               | |
| 2004 (6)      | 8 (1 in Deutschland, 2 in England, 1 in Portugal, 1 in Spanien)                                 | Angelos Charisteas (6); Stelios Giannakopoulos (4), Nikos Dabizas (4); Zisis Vryzas (5), Traianos Dellas (6), Giorgos Karagounis (4); Panagiotis Fyssas (5), Demis Nikolaidis (4)                                                           |
| 2008 (3)      | 13 (5 in Deutschland, 1 in England, 3 in Italien, 1 in Portugal, 1 in Schottland, 2 in Spanien) | Ioannis Amanatidis (3), Angelos Charisteas (3), Theofanis Gekas (2), Kostas Katsouranis (3), Sotirios Kyrgiakos (3); Stelios Giannakopoulos (2); Kostas Katsouranis (3); Georgios Samaras (1); Angelos Basinas (3), Georgios Seitaridis (2) |
| 2012 (4)      | 7 (3 in Deutschland, 1 in Frankreich, 1 in Italien, 1 in Schottland, 1 in der Türkei)           | Konstantinos Fortounis (2), Kyriakos Papadopoulos (4), Sokratis (3); Giorgos Tzavelas (2); Alexandros Tzorvas (0); Giorgos Samaras (4), Theofanis Gekas (4)                                                                                 |

Stand: 28. Juni 2012

## Bilanz gegen die anderen Europameister bei Europameisterschaften
- Tschechoslowakei/Tschechien: 3 Spiele, 1 Sieg, 2 Niederlagen, 3:5 Tore
- UdSSR/GUS/Russland: 3 Spiele, 1 Sieg, 2 Niederlagen, 2:3 Tore
- Portugal: 2 Spiele (darunter 1 Finale), 2 Siege, 3:1 Tore
- Spanien: 2 Spiele 1 Remis, 1 Niederlagen, 2:3 Tore
- Deutschland: 2 Spiele, 1 Remis, 1 Niederlage 2:4 Tore
- Frankreich: 1 Spiel, 1 Sieg 1:0 Tore
- Niederlande: 1 Spiel, 1 Niederlagen, 0:1 Tore
- Dänemark: 0 Spiele
- Italien: 0 Spiele

## Rekorde
- Einzige Mannschaft, die ein Finale gegen den Gastgeber gewinnen konnte.
- Gegen folgende Länder gelangen die höchsten Sieg bei EM-Turnieren:
  -  Frankreich: Viertelfinale 2004 1:0 (einziger Sieg gegen Frankreich)
  -  Russland: Vorrunde 2012 1:0 (zudem ein 1:0 in der WM-Qualifikation 1994, wodurch sich Griechenland erstmals für eine WM qualifizierte)
  -  Tschechien: Halbfinale 2004 1:0 n. SG (einziger Sieg gegen Tschechien)
- Nur gegen ein Land kassierte die griechische Mannschaft ihre höchste Niederlage bei einem EM-Turnier:
  -  Tschechien: Vorrunde 2012 1:2 (einzige Niederlage gegen Tschechien)

### Negativrekorde
- Das schnellste Gegentor: Dmitri Kiritschenko (Russland) nach 67 Sekunden 2004 im Vorrundenspiel Russland – Griechenland (Endstand 2:1)

## Spiele
Griechenland bestritt bisher 18 EM-Spiele, davon wurden fünf gewonnen (alle mit einem Tor Differenz), acht verloren und drei endeten remis. Ein Spiel musste verlängert werden und wurde durch das letzte Silver Goal der EM-Geschichte gewonnen. Griechenland nahm zweimal, 2004 und 2012 am Eröffnungsspiel gegen den Gastgeber teil und spielte insgesamt dreimal gegen den Gastgeber (2004 und 2012 jeweils in der Vorrunde, 2004 nochmals im Finale). Griechenland ist die erste Mannschaft, die bei einer EM zweimal gegen den Gastgeber spielte.
Griechenland spielte zweimal (1980 in der Vorrunde und 2004 im Viertelfinale) gegen den Titelverteidiger und zweimal (1980 und 2008 in der Vorrunde) gegen den späteren Europameister.
| Alle EM-Spiele |               |          |                  |   |                  |                 |                                    |
| Nr.            | Datum         | Ergebnis | Gegner           |   | Austragungsort   | Anlass          | Bemerkungen                        |
| 1              | 11. Juni 1980 | 0:1      | Niederlande      | * | Neapel (ITA)     | Gruppenspiel    |                                    |
| 2              | 14. Juni 1980 | 1:3      | Tschechoslowakei | * | Rom (ITA)        | Gruppenspiel    |                                    |
| 3              | 17. Juni 1980 | 0:0      | BR Deutschland   | * | Turin (ITA)      | Gruppenspiel    |                                    |
| 4              | 12. Juni 2004 | 2:1      | Portugal         | A | Porto (PRT)      | Eröffnungsspiel |                                    |
| 5              | 16. Juni 2004 | 1:1      | Spanien          | * | Porto (PRT)      | Gruppenspiel    |                                    |
| 6              | 20. Juni 2004 | 1:2      | Russland         | * | Faro-Loulé (PRT) | Gruppenspiel    |                                    |
| 7              | 25. Juni 2004 | 1:0      | Frankreich       | * | Lissabon (PRT)   | Viertelfinale   |                                    |
| 8              | 1. Juli 2004  | 1:0 n.SG | Tschechien       | * | Porto (PRT)      | Halbfinale      | 400. Länderspiel                   |
| 9              | 4. Juli 2004  | 1:0      | Portugal         | A | Lissabon (PRT)   | Finale          | Griechenland gewinnt die EURO 2004 |
| 10             | 10. Juni 2008 | 0:2      | Schweden         | * | Salzburg (AUT)   | Gruppenspiel    |                                    |
| 11             | 14. Juni 2008 | 0:1      | Russland         | * | Salzburg (AUT)   | Gruppenspiel    |                                    |
| 12             | 18. Juni 2008 | 1:2      | Spanien          | * | Salzburg (AUT)   | Gruppenspiel    |                                    |
| 13             | 8. Juni 2012  | 1:1      | Polen            | A | Warschau (POL)   | Gruppenspiel    |                                    |
| 14             | 12. Juni 2012 | 1:2      | Tschechien       | * | Breslau (POL)    | Gruppenspiel    |                                    |
| 15             | 16. Juni 2012 | 1:0      | Russland         | * | Warschau (POL)   | Gruppenspiel    |                                    |
| 16             | 22. Juni 2012 | 2:4      | Deutschland      | * | Danzig (POL)     | Viertelfinale   |                                    |